# Zdzisław Morawski (prawnik)

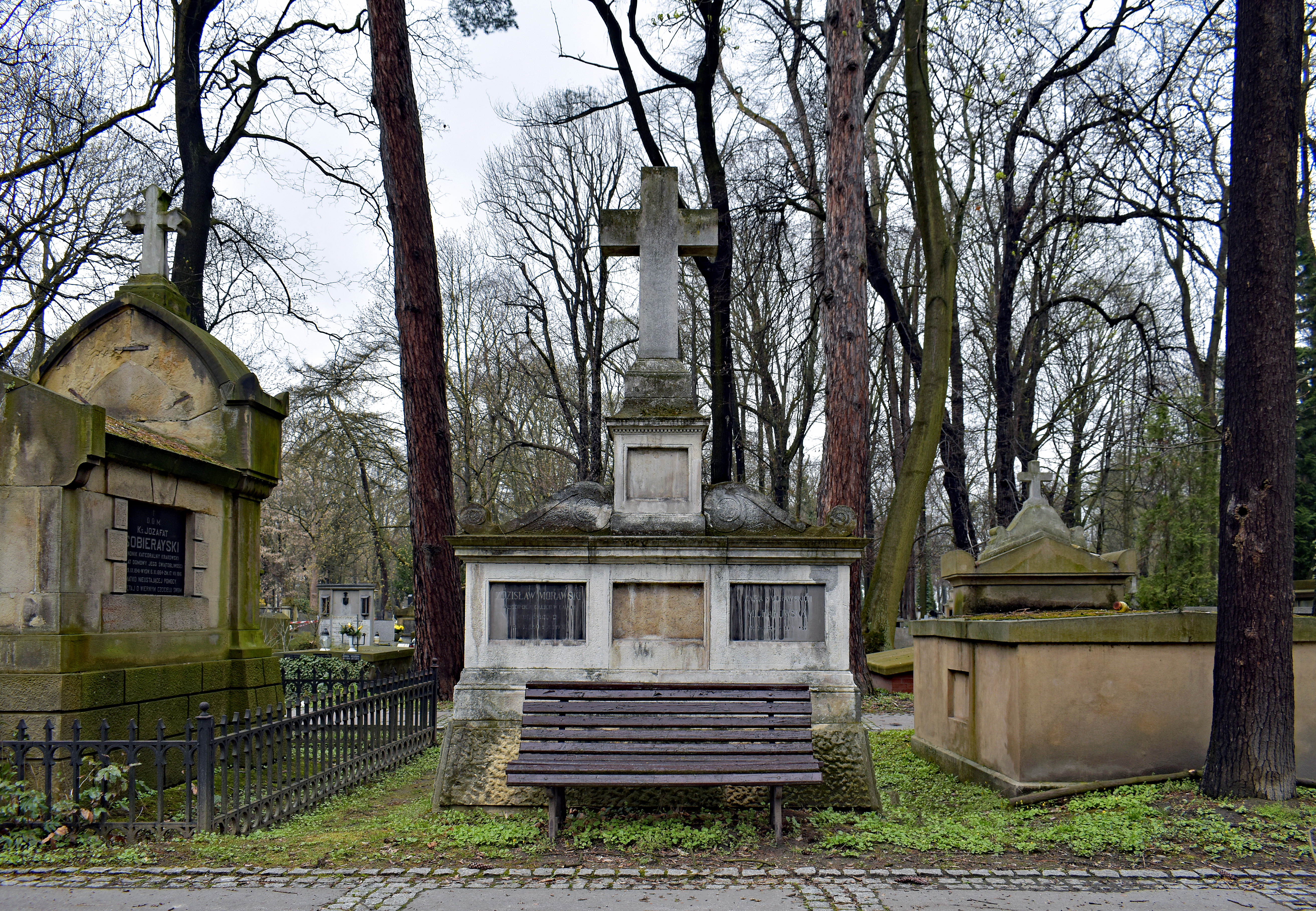
Grób Zdzisława Morawskiego na cmentarzu Rakowickim

Zdzisław Dzierżykraj-Morawski herbu własnego (ur. 4 listopada 1859 w Jurkowie, zm. 21 stycznia 1928 w Krakowie) – polski prawnik, radca ministerialny w Ministerstwie ds. Galicji oraz minister ds. Galicji, a także publicysta.

## Życiorys
Pochodził z rodziny ziemiańskiej – był synem Kajetana i Józefy z Łempickich, młodszym bratem Kazimierza. Uczęszczał do Gimnazjum św. Marii Magdaleny w Poznaniu. Mieszkał u ks. Jana Koźmiana, z którym w 1877 odbył dwumiesięczną podróż do Szwajcarii, południowej Francji i Włoch. Maturę uzyskał w gimnazjum leszczyńskim w 1879. Następnie zapisał się na Wydział Prawa Uniwersytetu Jagiellońskiego, uzyskując w 1884 stopień doktora praw.
W 1885 odbył podróż z Edwardem Raczyńskim do Ameryki Południowej, jej celem było zwiedzenie kopalni miedzi w Chile. Wyprawę tę na bieżąco opisywał w listach, które drukowano w „Przeglądzie Polski” w cyklu publikacji pt. Listy z podróży do Ameryki Południowej.
Po powrocie rozpoczął praktykę w Prokuratorii Skarbu w Wiedniu. Jego kolejne miejsca zatrudnienia to: Namiestnictwo Dolnej Austrii, Ministerstwo Wyznań i Oświaty, Prezydium Rady Ministrów (jako referent prasy galicyjskiej), Namiestnictwo galicyjskie (jako komisarz powiatowy). Od czerwca 1893 rozpoczął służbę w Ministerstwie ds. Galicji. Po licznych awansach, 26 grudnia 1906 został radcą ministerialnym piątej rangi.
W 1914 otrzymał prowizoryczne kierownictwo agend prowadzonych dotąd przez min. Władysława Długosza. 30 stycznia 1915 został mianowany na stanowisko ministra ds. Galicji, lecz jego rola została zredukowana do minimum. W 1916 podał się do dymisji i przeszedł w stan spoczynku. Za swoją pracę został uhonorowany Orderem Żelaznej Korony I klasy z uwolnieniem od taksy.
Jako emeryt zamieszkał w Krakowie u swojego brata, Kazimierza. Tam zmarł 21 stycznia 1928 i został pochowany na cmentarzu Rakowickim w grobowcu rodzinnym w kwaterze 24.

## Publikacje
- Listy z podróży do Ameryki Południowej, Kraków 1886
- Sacco di Roma, „Przegląd Polski”, Kraków 1903
- Z Rawenny, Krakowska Spółka Wydawnicza, Kraków 1921
- Z Odrodzenia włoskiego, Krakowska Spółka Wydawnicza, Kraków 1922
- Św. Karol Boromeusz na tle odrodzenia religijnego w XVI wieku,  Księgarnia Św. Wojciecha,  Poznań 1922
- Epilogi krucjat w XV wieku i inne studia renesansowe, Krakowska Spółka Wydawnicza,  Kraków 1924